# Louis Toffoli

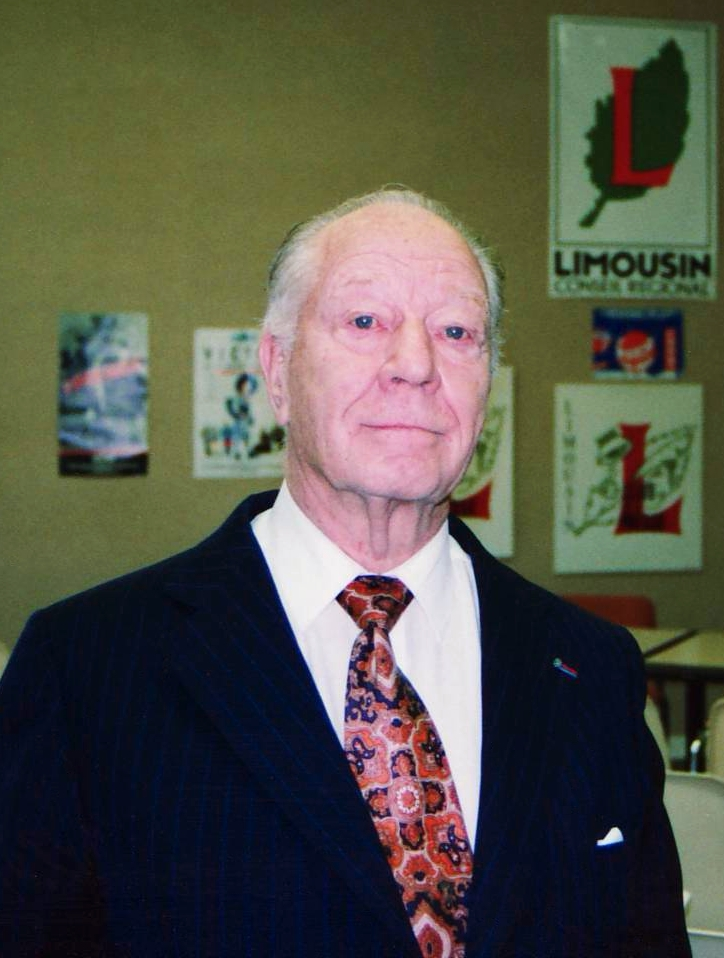
Louis Toffoli

Louis Toffoli (* 16. Oktober 1907 in Triest, Österreich-Ungarn; † 18. Februar 1999 in Paris) war ein französischer Maler und Grafiker italienischer Herkunft, bekannt für seine farbenfrohen, postkubistischen Gemälde mit charakteristischer Transparenz.

## Leben
Louis Toffoli wurde als Luigi Toffoli in Triest geboren, das damals zur Donaumonarchie gehörte. Seine Mutter Maria Starz war slowenischer Herkunft und arbeitete als Büglerin, sein Vater Oscar Toffoli war Italiener und arbeitete als Schiffskoch. Nach der Kriegserklärung Italiens an Österreich-Ungarn im Mai 1915 wurde der Vater interniert und die Familie floh nach Italien, wo Toffoli in Padua und Florenz erste künstlerische Eindrücke sammelte. Nach dem Ersten Weltkrieg kehrte die Familie nach Triest zurück, wo der Vater kurz darauf starb. 1924 begann er eine Ausbildung an der Marineschule in Triest, die er jedoch aus finanziellen Gründen abbrechen musste. Er arbeitete zunächst als Schmied, später als Schneider und besuchte Abendkurse an der Triester Kunstakademie. 1928 stellte er auf der Triester Biennale zwei konstruktivistische Gemälde aus. Das Interesse der faschistischen Kulturbehörden an seiner Kunst und der Druck der Schwarzhemden veranlassten ihn zur Flucht nach Frankreich.
1930 emigrierte Louis Toffoli nach Paris, wo er im Viertel Goutte d’Or lebte. Ohne Papiere und in finanzieller Not fand er Arbeit als Schneider. Später wurde er von dem Couturier Denis Kalman angestellt, was seine Situation stabilisierte. Er erhielt einen Gewerbeschein und begann, in der Chambre syndicale du vêtement zu unterrichten. In den 1930er Jahren erwarb er sich einen Ruf als Modezeichner und wurde selbständiger Handwerker für Pariser Modehäuser. Daneben besuchte er weiterhin Zeichenkurse und experimentierte mit Plakaten.
1935 gewann er einen Wettbewerb des französischen Kolonialministeriums anlässlich der 300-Jahr-Feier der Annexion der Antillen durch Frankreich. Außerdem erhielt er den zweiten Preis bei einem internationalen Wettbewerb des Völkerbundes. Trotz mehrerer Angebote lehnt er eine Karriere in der Werbung ab. In dieser Zeit beginnt er, seine Werke in öffentlichen Ausstellungen wie dem Salon d’Automne und dem Salon des Indépendants auszustellen.
Während des Zweiten Weltkriegs entzog sich Louis Toffoli dem Arbeitsdienst und schloss sich als Verbindungsmann der französischen Résistance in der Touraine an. Nach Kriegsende wird er 1947 französischer Staatsbürger und ändert seinen Namen offiziell in Louis Toffoli. Er widmet sich fortan ganz der Malerei und stellt in renommierten Pariser Galerien aus. Ab den 1950er Jahren folgen zahlreiche Einzel- und Gruppenausstellungen im In- und Ausland.
1954 erlernt er in den Ateliers von Fernand Mourlot und ab 1968 bei Jean-Claude Perrin die Technik der Lithografie. Seine Reisen nach Spanien, Jugoslawien, Israel, Brasilien, Mexiko, China und in die USA inspirierten viele seiner Werke, die sich durch leuchtende Farben und durchscheinende Formen auszeichnen.
Nach dem Tod seiner Frau Sylvia 1973 widmete sich Louis Toffoli ganz seiner Kunst. 1976 wurden in Aubusson die ersten Wandteppiche nach seinen Entwürfen gewebt; bis 1988 entstanden 750 Exemplare. Seine Werke wurden weltweit ausgestellt und mehrere Dokumentarfilme über ihn gedreht. 1995 wurde das Toffoli-Museum in Charenton-le-Pont eröffnet, für das er der Stadt eine Sammlung von etwa 100 Werken vermachte. Seine Werke sind in zahlreichen internationalen Museen vertreten, darunter in Deutschland, Brasilien, Spanien, Israel, Italien, Marokko, Portugal, Schweden und den USA. Im Jahr 1996 wurde er mit dem Verdienstorden der Italienischen Republik (Ordine al Merito della Repubblica Italiana) ausgezeichnet. Louis Toffoli ist am 18. Februar 1999 verstorben.

## Werk
Louis Toffolis Werk ist geprägt von leuchtenden Farben und der Darstellung menschlicher Gesten sowie von Landschaften, die vom Menschen beeinflusst sind. Sein Stil zeichnet sich durch Transparenzeffekte und eine postkubistische Formensprache aus. Er schuf zahlreiche Lithographien, die zur Popularisierung seiner Kunst beitrugen. Seine Werke wurden und werden weltweit ausgestellt und befinden sich in Museen in Deutschland, Brasilien, Spanien, den Niederlanden, Israel, Italien, Marokko, Portugal, Schweden und den USA.